# Marc Crosas
Marc Crosas Luque (* 9. Januar 1988 in Sant Feliu de Guíxols, Spanien) ist ein katalanischer ehemaliger Fußballspieler.
Crosas wurde zu Beginn seiner Karriere als eines der größten Talente des spanischen Fußballs gesehen und durch sein sehr gutes Passspiel sowie seiner guten Defensivarbeit bereits mit Pep Guardiola und Xavi verglichen.

## Karriere
Crosas ist ein Produkt der legendären Barça-Schule und ist bereits als Jugendlicher zum FC Barcelona gegangen. Sein Debüt für die erste Mannschaft gab er im November 2006 in der Copa del Rey beim Rückrundenspiel gegen den FC Badalona, als er für Andrés Iniesta eingewechselt wurde. Sein erstes Europapokalspiel machte er im Dezember 2007 gegen den VfB Stuttgart. Da Barça aber im Mittelfeld sehr hochkarätig besetzt war und es damit einem Talent wie Crosas schwer machte, regelmäßig zu spielen, lieh man ihn im Januar 2008 für ein halbes Jahr an Olympique Lyon aus, wo er immerhin sieben Kurzeinsätze und einen Einsatz über die volle Spielzeit in der Ligue 1 verzeichnen konnte.
Zur Saison 2008/09 wechselte Crosas für eine Ablösesumme von 500.000 € nach Schottland zu Celtic Glasgow. Barcelona behielt sich aber ein Rückkaufrecht offen, für festgeschriebene 2.000.000 €.
Nach einem Jahr bei Wolga Nischni Nowgorod wechselte Crosas für 800.000 € zu Santos Laguna, die ihn 2014 an den CD Leones Negros de la UdeG verliehen. Anschließend wechselte er zu seiner insgesamt siebten Station, dem CD Cruz Azul, der ihn zunächst an den CD Tenerife und anschließend an den Tampico-Madero FC auslieh.

## Sonstiges
Sein ehemaliger Teamkollege Albert Jorquera ist gleichzeitig auch sein älterer Cousin.

## Erfolge
- Französischer Meister: 2008
- Französischer Pokalsieger: 2008